# José Jiménez Lozano
José Jiménez Lozano (ur. 13 maja 1930 we wsi Langa w prowincji Ávila, zm. 9 marca 2020) – hiszpański dziennikarz i pisarz. W 2002 roku otrzymał nagrodę Miguela de Cervantesa.
Jiménez Lozano urodził się w Langa, wiosce w prowincji Ávila. Po ukończeniu studiów w 1962 roku został dziennikarzem i pisarzem, zdobywając Nagrodę Cervantesa w 2002 roku. Podkreślał tematy religijne i społeczne zarówno w swoim dziennikarstwie, jak i powieściach.

## Prace
- Historia de un otoño (nowela) (1971)
- El sambenito (nowela) (1972)
- La salamandra (nowela) (1973)
- El santo de mayo (nowela) (1976)
- Guía espiritual de Castilla (esej) (1984)
- Avila (esej) (1988)
- El grano de maíz rojo (nowela) (1988)
- El empleo (nowela) (1989)
- El mudejarillo (nowela) (1992)
- Tantas devastaciones (poemat) (1992)
- La boda de Ángela (nowela) (1993)
- Teorema de Pitágoras (nowela) (1995)
- Un fulgor tan breve (poemat) (1995)
- Las sandalias de plata (nowela) (1996)
- El tiempo de Eurídice (poemat) (1996)
- Los compañeros (nowela) (1997)